# Espanoliella tibialis
Espanoliella tibialis es una especie de escarabajo del género Espanoliella, familia Leiodidae.  Fue descrita por René Gabriel Jeannel en 1909.

## Distribución
Se encuentra en España.